# 아리네라 후사랴
이리네라 후사랴(폴란드어: Arrinera Hussarya)는 아리네라에서 2016년부터 생산 중인 스포츠카이고, 차명인 후샤라는 Hussar 기병의 이름에서 유래되었다.
2021년에는 최신 분기 보고서(11.08.21일자)에 따르면 자금 문제로 인해 프로젝트가 더 이상 개발되지 않을 것이라고 발표했다.

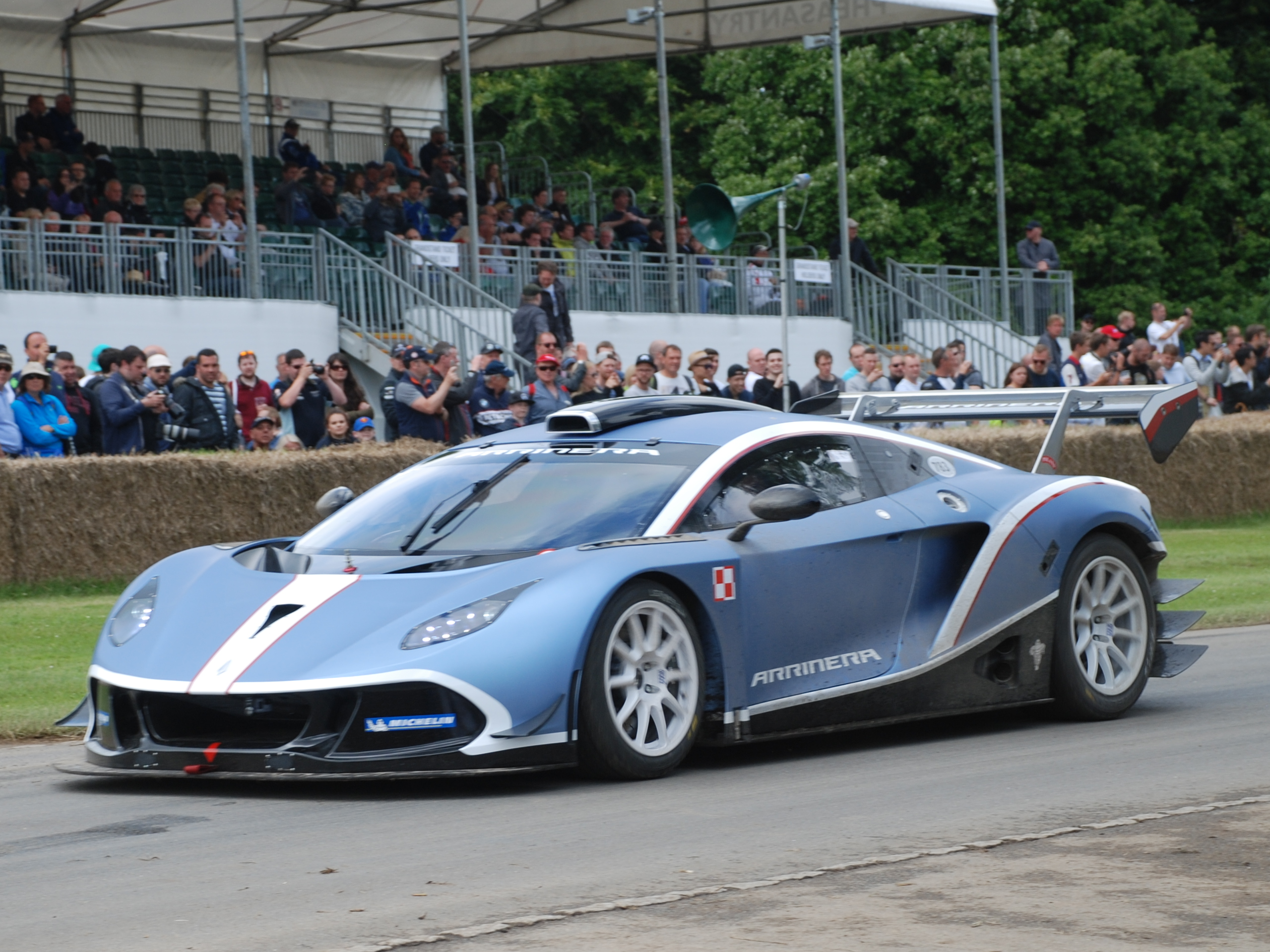
아리네라 후사랴 GT

## 프로토타입
아리네라의 프로토타입은 2011년 6월 9일 주주와 투자자에게 공개되었다. 아리네라는 공식적으로 그 이름을 사용한 적이 없지만 일부 언론인은 슈퍼카에 "Venocara"라는 이름을 붙였다.컨셉트 카와 양산차 모두를 위한 시저 도어가 특징이다.
2012년 8월 아리네라는 공식적으로 새 모델의 이름을 후사랴로 발표하였다. 이름은 16세기 폴란드의 후사르 기병대에서 따왔다.

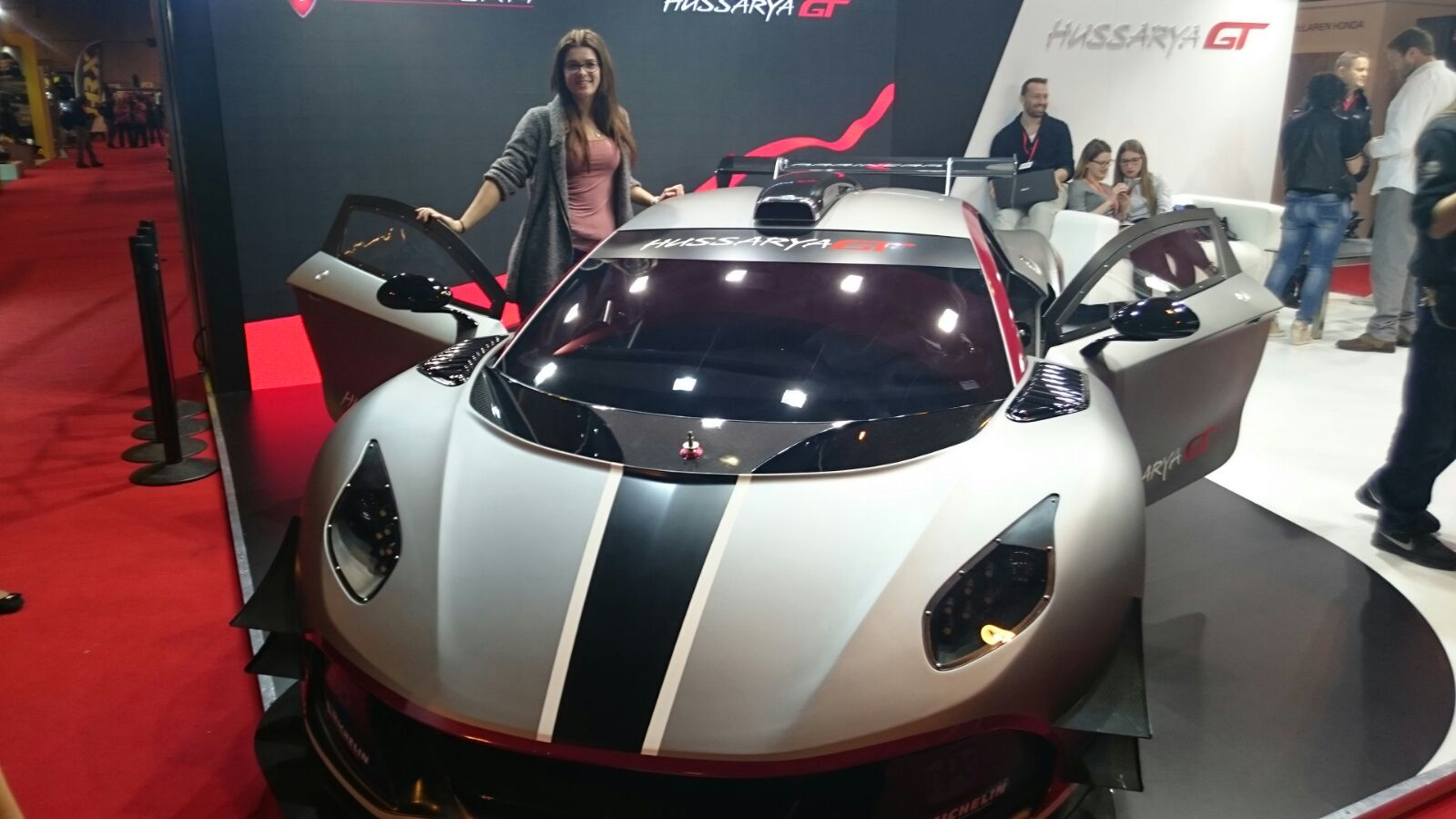
아리네라 후사랴 GT – 1.버전

## 사양
아리네라 후사랴 33은 800 PS (588 kW; 789 bhp)를 생산하는 중간 장착 제너럴 모터스에서 공급한 6.2리터 V8 슈퍼차저로 테스트되었다. 이 엔진은 GM의 LS3 엔진을 기반으로 하며 뒷바퀴로 구동된다.
| 주장된 성능                | 주장된 성능             | 주장된 성능                | 주장된 성능       |
| -------------------------- | ----------------------- | -------------------------- | ----------------- |
| 최고 속도                  | 350 km/h (217.5 mph)    | 0–100 km/h (0.0–62.1 mph)  | 3.0초             |
| 0–200 km/h (0.0–124.3 mph) | 9.0초                   | 0–200–0 km/h (0–124-0 mph) | 13.0초            |
| 스탠딩 쿼터 마일 (402m)    | 스탠딩 쿼터 마일 (402m) | 10초                       | 10초              |
| 브레이킹                   | 브레이킹                | 133 m (0~200km/h)          | 133 m (0~200km/h) |

## 스페셜 에디션
2012년 7월 18일, 아리네라는 외부와 내부에 독점적인 디자인을 갖춘 후사랴의 특별 "시리즈 33" 버전 33대를 생산할 것이라고 발표하였으나 정규 생산은 시작되지 않은 것으로 확인되었다.

## 논쟁
2012년 폴란드 라디오 및 온라인 저널리스트인 Jacek Balkan은 이 차량이 오리지널 슈퍼카가 아닌 오펠 코르사와 아우디 A6의 부품을 사용한 람보르기니의 저가 복제품이라고 주장한 적이 있었다. 아리네라는 발칸을 중상 모략으로 고소했지만 기자는 무죄 판결을 받았다.

## 모터스포츠
2017년에 후사랴는 도닝턴 파크에서 열린 브릿카 시리즈 레이스에 폴란드계 혼혈인 전문 드라이버인 조니 맥그리거가 초대 참가 자격으로 참가하였다. 이 차는 4위를 차지했지만 엔진 폭발로 인해 나머지 레이스 주말에 참가할 수 없었다.

## 비디오 게임에서의 등장
- 아스팔트 8: 에어본
- 아스팔트 9: 레전드